# 도마이촌 (아키타현)
도마이촌(玉米村)은 아키타현 유리군에 있던 촌이다. 현재의 유리혼조시동단 이시자와강 중류, 국도 107호선 연선에 해당한다.

## 역사
- 1889년 4월 1일 - 정촌제 시행에 의해 3촌의 구역으로 성립하였다.
- 1955년 7월 23일 - 시모고촌과 합병해 히가시유리촌이 성립해. 동일 도마이촌이 폐지되었다.

## 교통

### 도로
- 혼조 가도(현: 국도 107호선)